# Kirill Petrenko
Kirill Petrenko (russisk: Кирилл Гарриевич Петренко tr. Kirill Garrijevitj Petrenko ; født 11. maj 1972 i Omsk, Sovjetunionen) er en russisk dirigent.
Petrenko er søn af en violinist og fik undervisning i klaver som ung, og havde sin offentlige debut som pianist som 11-årig. Som 18-årig emigrerede han og hans familie til Østrig, hvor hans far spillede for symfoniorkestret i Vorarlberg. Petrenko studerede formelt ved Vorarlberger Landeskonservatorium i Feldkirch, hvor han dimitterede med udmærkelse i sit klaverstudie. Han fortsatte sine musikalske studier i Wien ved Universität für Musik und darstellende Kunst Wien, hvor Uroš Lajovic var blandt hans lærere. Blandt hans øvrige lærere og mentorer i direktion var bl.a. Myung-whun Chung, Edward Downes, Péter Eötvös og Semjon Bytjkov.
Petrenko havde debut som dirigent i 1995 i Vorarlberg med en opsætning af Benjamin Brittens Let's Make an Opera. Han var Kapellmeister ved Wiener Volksoper fra 1997 til 1999. Fra 1999 til 2002 var han Generalmusikdirektor for Südthüringisches Staatstheater, Das Meininger Theater i Meiningen i Tyskland, hvor hans værker bl.a. omfatter direktionen af Richard Wagners fire operaer i Nibelungens Ring i 2001, på fire efter hinanden følgende dage, der var hans første professionelle erfaringer med Wagners operaer som dirigent. Petrenko var Generalmusikdirektor for Komische Oper Berlin fra 2002 til 2007. Oktober 2010 blev Petrenko udnævnt til Generalmusikdirektor for Bayerische Staatsoper, med ansættelse fra 2013.
Siden 2018 er han chefdirigent for Berlinerfilharmonikerne.